# Michael Bielby
Michael Bielby es un deportista australiano que compitió en judo. Ganó dos medallas en el Campeonato de Oceanía de Judo, en los años 1994 y 1998.

## Palmarés internacional
| Campeonato de Oceanía | Campeonato de Oceanía | Campeonato de Oceanía | Campeonato de Oceanía |
| Año                   | Lugar                 | Medalla               | Categoría             |
| --------------------- | --------------------- | --------------------- | --------------------- |
| 1994                  | Sídney (Australia)    | Medalla de plata      | –60 kg                |
| 1998                  | Apia (Samoa)          | Medalla de bronce     | –66 kg                |